# Cremolobus suffruticosus
Cremolobus suffruticosus là một loài thực vật có hoa trong họ Cải. Loài này được (DC.) DC. mô tả khoa học đầu tiên năm 1821.